# آوستئا
آوستئا (به لاتین: Austa) یک منطقهٔ مسکونی در بلغارستان است که در شهرستان مومچیلگراد واقع شده‌است.